# 로레인 대스턴
로레인 제니퍼 대스턴 (영어: Lorraine Jennifer Daston, 1951년 6월 9일 ~ )은 미국의 과학사학자로 2019년까지 베를린의 막스 플랑크 과학사 연구소의 소장으로 재직했다. 게르트 기거렌처는 그녀의 남편이다.

## 학자로서의 생애
대스턴은 1979년 하버드 대학교에서 박사 학위를 취득했고 이후 하버드, 프린스턴 대학교, 브랜다이스 대학교와 괴팅겐 대학교에서 수업을 담당했다. 1995년에는 막스 플랑크 과학사 연구소로 적을 옮겼고 시카고 대학교의 초빙교수와 베를린 훔볼트 대학교의 과학사 명예교수직도 맡았다. 파리와 빈으로도 초빙된 적이 있고 옥스퍼드 대학교, 스탠퍼드 대학교에서도 강의한 전력이 있다. 1993년부터는 미국 예술 과학 아카데미의 멤버였고 베를린-브란덴부르크 학술 협회와 독일 자연과학한림원 레오폴디나에도 소속되어 있다.
연구 영역
대스턴의 과학사 연구 중점은 합리성 (rationality)의 이상과 현실로 초점이 학문적 연구와 그 기준을 만드는 인식론과 존재론적 범주 (특히 학술적 대상, 객관성, 논증, 관찰 등)에 속해 있다. 대스턴은 과학사의 많은 주제에 대해 논문을 내었는데 예를 들면 확률과 통계의 역사, 근대적 학문의 초기에 있었던 기적과 관련한 문제, 학문적 진실의 성립, 학문적 모형, 학문적 연구 대상, 자연의 도덕적 권위와 학문적 객관성의 역사 등에 관해서이다.